# Gisela Wenz-Hartmann
Gisela Wenz-Hartmann (* 15. August 1904 in Culmsee; † 1979) war eine deutsche Schriftstellerin. 

## Leben
Wenz-Hartmann schrieb bis zum Jahr 1955 mehrere Bücher, die zum Heimatroman zählen, außerdem Kinderliteratur und Erzählungen. Die Familie erlebte nach dem Zweiten Weltkrieg, dass das Interesse an dieser Literatur erstarb und das Interesse an anderer Literatur erwachte. Ihre Arbeiten sind nach wie vor Zeitzeugnisse. Sie lebte lange in Halle, wo sie als Kunsthandwerkerin tätig war und auch die Bücher verfasste. Seit 1965 lebte sie in Stuttgart.
1937 erschien zudem das Buch Lebensbild germanischer Frauen, in dem eigentlich eine relativ starke Vorstellung der Germanin vorgestellt wird. Das Nazi-Regime unterstützte diese Bücher.

## Werke
- Die Kinder aus der Maikäferstraße. Wenz, Stuttgart 1955.
- Über dem Leben leuchten die Sterne. Edmund Huyke Verlag, o. J., Leipzig 1941.
- Der Weg ins Licht. Edmund Hunke Verlag, Leipzig 1940.
- Lebensbild germanischer Frauen.  Quelle & Meyer, Leipzig 1937.
- Amleth. Ein Kampf um Ehre, Recht und Heimaterde. Quelle & Meyer, Leipzig 1936.